# Hồ Quân
Hồ Quân (sinh ngày 18 tháng 3 năm 1968) là nam diễn viên người Trung Quốc được biết đến nhiều nhất qua vai diễn người anh hùng Kiều Phong trong Thiên long bát bộ (phim truyền hình 2003).

## Danh sách phim

### Phim điện ảnh
| Năm  | Tựa đề                            | Tên tiếng Trung  | Vai diễn               |
| ---- | --------------------------------- | ---------------- | ---------------------- |
| 1990 | Liệt hoả ân oán                   | 烈火恩怨         | Thái Tu Minh           |
| 1990 | Sói dữ và thiên sứ                | 惡狼與天使       | Chu Qua                |
| 1991 | Hắc tuyết                         | 黑雪             | Lục                    |
| 1992 | Lửa đen                           | 黑火             | Hổ Ca                  |
| 1993 | Cuồng tâm diệt tình               | 狂心滅情         | Đại Vĩ                 |
| 1994 | Nộ hải hồng nhan                  | 怒海紅顏         | Long Nhị               |
| 1995 | Ca thủ                            | 歌手             | Giang Luân             |
| 1996 | Đông cung tây cung                | 東宮西宮         | Tiểu sử                |
| 1996 | Đốt cháy dục vọng                 | 燃燒的慾望       | Xu Wenzheng            |
| 1997 | Hồng Nương                        | 紅娘             | Du Que                 |
| 1998 | Xung thiên phi báo                | 沖天飛豹         | Lăng Tri Viễn          |
| 2001 | Tiếng súng nơi bình nguyên        | 平原槍聲         | Mã Anh                 |
| 2002 | Lam Vũ                            | 藍宇             | Trần Hàn Đông          |
| 2002 | Kim kê                            | 金雞             | Diệp Tử Cường          |
| 2003 | Vô gian đạo II                    | 無間道II         | Lục Khải Xương         |
| 2005 | Trường hận ca                     | 長恨歌           | Lý Trung Đức           |
| 2005 | Gió Đại Hán                       | 大漢風           | Hạng Vũ                |
| 2006 | Hiếu kì hại chết mèo              | 好奇害死貓       | Trịnh Trọng            |
| 2006 | Lá rụng về cội                    | 落葉歸根         | Trường Cự Ly           |
| 2007 | Cá không ở dưới nước              | 魚不在水里       | Điếm chủ Hoa điếm      |
| 2007 | Hiệu lệnh tập kết                 | 集結號           | Lưu Trạch Thủy         |
| 2007 | Một người Olympics                | 一個人的奧林匹克 | Trương Học Lương       |
| 2008 | The Robbers                       | 我的唐朝兄弟     | Tiết Thập Tam          |
| 2008 | Cơ khí hiệp                       | 機器俠           | Từ Đại Xuân            |
| 2008 | Đại chiến Xích Bích               | 赤壁             | Triệu Vân              |
| 2009 | Đại nghiệp kiến quốc              | 建國大業         | Cố Chúc Đồng           |
| 2009 | Hoa Mộc Lan                       | 花木蘭           | Mạo Đốn Đan Vu         |
| 2009 | Thập nguyệt vây thành             | 十月圍城         | Diêm Hiếu Quốc         |
| 2009 | Energy Behind the Heart           | 用心跳           | Ban chủ Hý ban         |
| 2010 | Hãy để đạn bay                    | 讓子彈飛         | Phỉ tặc                |
| 2013 | Bão lửa                           | 風暴             | Cao Nan                |
| 2014 | Biệt Đội Cứu Hỏa                  | 救火英雄         | Hải Dương              |
| 2015 | Cairo Declaration                 | 開羅宣言         | Shi Jian Feng          |
| 2016 | Lão vệ sĩ                         | 我的特工爷爷     | Meng Shu (cảnh sát)    |
| 2017 | Vua Thượng Hải                    | 上海王           | Chang Lixiong          |
| 2018 | Chiến Thần Ký                     | 战神纪           | Hu Chu Lu              |
| 2018 | Vô ảnh (phim)                     | 影               | Dương Thương           |
| 2019 | Người thầy                        | 老师·好          |                        |
| 2019 | The Composer                      | 音乐家           | Xian Xinghai           |
| 2019 | Tôi Và Đất Nước Tôi               | 我和我的祖国     | Luo Rui Qing {The Eve} |
| 2020 | Monster Hunter: Golden Zen Demon  | 金禅降魔         |                        |
| 2021 | Trận chiến hồ Trường Tân          | 长津湖           | Lei Sui Sheng          |
| 2021 | Đồ Lan Đóa: Lời nguyền duyên khởi | 图兰朵：魔咒缘起 | Bạch Viên tướng quân   |
| TBA  | Watergate Bridge                  |                  | Lei Gong               |
| TBA  | Flash Over                        |                  |                        |
| TBA  | Wang Dao                          |                  |                        |
| TBA  | Twenty Years of the Northeast     |                  | Zhao Hong              |

### Phim truyền hình
| Năm  | Tựa đề                                            | Vai                  |
| ---- | ------------------------------------------------- | -------------------- |
| 1994 | Phí gia hữu nữ 費家有女                           | Cao Kiến Thiết       |
| 1995 | Đông Chu liệt quốc Xuân Thu thiên 東周列國 春秋篇 | Hoa Nguyên           |
| 1995 | Mô hình Trung Quốc 中國模特                       |                      |
| 1996 | Luật sư biện hộ 辯護律師                          |                      |
| 1996 | Câu chuyện cuối thu ở Bắc Kinh 北京深秋的故事     | Hứa Văn Chính        |
| 1997 | Nguy tình thời khắc 危情時刻                      | Tần Xuyên            |
| 1997 | Làm đẹp căn hộ 麗人公寓                           |                      |
| 1997 | Thương hải tình triều 商海情潮                    | Lưu Thiên Long       |
| 1997 | Không tìm thấy Bắc 找不著北                       |                      |
| 1997 | Hoặc đắc tiêu sái 活得瀟洒                        |                      |
| 1997 | Cuộc sống tự nhiên 人生本色                       |                      |
| 1998 | Hợp đồng theo mùa 簽約季節                        |                      |
| 1998 | Lão hổ, bổng tử, kê 老虎、棒子、雞                | Thanh niên nông thôn |
| 1998 | Nhà ga tàu hoả 候車大廳                           | Mao Mao              |
| 1999 | Thương Hải tình cừu 滄海情仇                      | Lưu Thiên Long       |
| 1999 | Ngã tâm hoán nhĩ tâm 我心換你心                   | Lý Diệp Thiên        |
| 1999 | Kinh đào 驚濤                                     | Lý Quế Lâm           |
| 2000 | Quan Bôi 關杯                                     |                      |
| 2001 | Nghĩa vô phản cố 義無反顧                         | Trình Hạo            |
| 2001 | Thiên võng nghiệt tình 天網孽情                   | Lý Diệc Đông         |
| 2002 | Ngoạ để 臥底                                      | Ngô Kiến Vỹ          |
| 2002 | Bóng đá Trung Quốc 中國足球                       | Vu Nghị              |
| 2002 | Nhiệt huyết say mê 熱血癡心                       | Cao Hàn              |
| 2003 | Thiên long bát bộ 天龍八部                        | Tiêu Phong           |
| 2003 | Vẽ hồn 畫魂                                       | Phan Tán Hóa         |
| 2003 | Tình ca Khang Định 康定情歌                       | Lạc Tang             |
| 2003 | Sở Hán phong vân 楚漢風雲                         | Hạng Vũ              |
| 2004 | Dòng sông chảy về hướng đông 一江春水向東流       | Trương Trung Lương   |
| 2004 | Chu Nguyên Chương 朱元璋                          | Chu Nguyên Chương    |
| 2005 | Tuế nguyệt 歲月                                   | Lương Trí Viễn       |
| 2005 | Nếm mật nằm gai 臥薪嘗膽                          | Ngô Phù Sai          |
| 2007 | Sự biến Tây An 西安事變                           | Trương Học Lương     |
| 2009 | Kim hôn phong vũ tình 金婚 風雨情                 | Cảnh Trực            |
| 2012 | Kiến Nguyên phong vân 建元风云                    | Hốt Tất Liệt         |
| 2018 | Tương Dạ                                          | Hạ Hầu               |
| 2020 | Trùng Khởi Chi Cực Hải Thính Lôi                  | Ngô Nhị Bạch         |
| 2020 | Kỳ nghỉ ấm áp 假日 暖洋洋                         |                      |
| 2021 | Tạm biệt ngày đó                                  |                      |
| 2021 | Tuyết Trung Hãn Đao Hành                          | Từ Kiêu              |